# 제36회 금마장

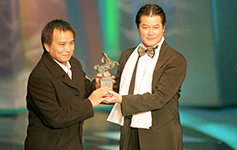

제36회 금마장의 시상식에 관한 내용이다.

## 수상 및 후보

### 작품상
- 천언만어 - 허안화 수상
- 목로흉광 - 임영동
- 성원 - 마초성
- 심동 - 실비아 창
- 퍼플 스톰 - 진덕삼
- 흑암지광

### 다큐멘터리상
- 홍엽 야구단 이야기 - 샤오 추첸 수상

### 감독상
- 천언만어 - 허안화 수상
- 목로흉광 - 임영동
- 퍼플 스톰 - 진덕삼

### 남우주연상
- 일대효웅 조조 - 가준웅 수상
- 천언만어 - 황추생
- 목로흉광 - 유청운
- 반지연 - 사정봉

### 여우주연상
- 천언만어 - 이려진 수상
- 심동 - 양영기
- 생명사Fit인 - 주인
- 흑암지광 - 이강의

### 남우조연상
- 지금 죽고 싶은 - 대립인 수상
- 유성어 - 적룡
- 천마다방 - 용창화
- 조자아부압 - 채진남

### 여우조연상
- 분소해 - 엽덕한 수상
- 여탕 - 왕월
- 심동 - 금연령
- 퍼플 스톰 - 조시 호

### 각본상
- 어둠 속의 빛 - 장초치 수상

### 촬영상
- 퍼플 스톰 - 황악태 수상

### 편집상
- 어둠 속의 빛 - Po-wen Chen 수상

### 액션감독상
- 퍼플 스톰 - 동위 수상

### 영화음악상
- 퍼플 스톰 - Peida Jin 수상

### 주제가상
- 천마다방 - Ming Chang Chen 수상

### 분장/의상디자인상
- 천언만어 - Albert Poon 외 수상

### 시각효과상
- 중화영웅 - Centro Digital Pictures Ltd. 수상

### 음향효과상
- 퍼플 스톰 - Kinson Tsang 수상

### 단편영화상
- Layover - Ching-Yao Liao 수상

### 최우수제작디자인상
- 천언만어 - Albert Poon 수상